# Saint-Jean-des-Ollières
Saint-Jean-des-Ollières è un comune francese di 466 abitanti situato nel dipartimento del Puy-de-Dôme nella regione dell'Alvernia-Rodano-Alpi.

## Società

### Evoluzione demografica
Abitanti censiti